# Enallagma coecum
Enallagma coecum är en trollsländeart som först beskrevs av Hagen 1861.  Enallagma coecum ingår i släktet Enallagma och familjen dammflicksländor. Inga underarter finns listade i Catalogue of Life.

## Bildgalleri

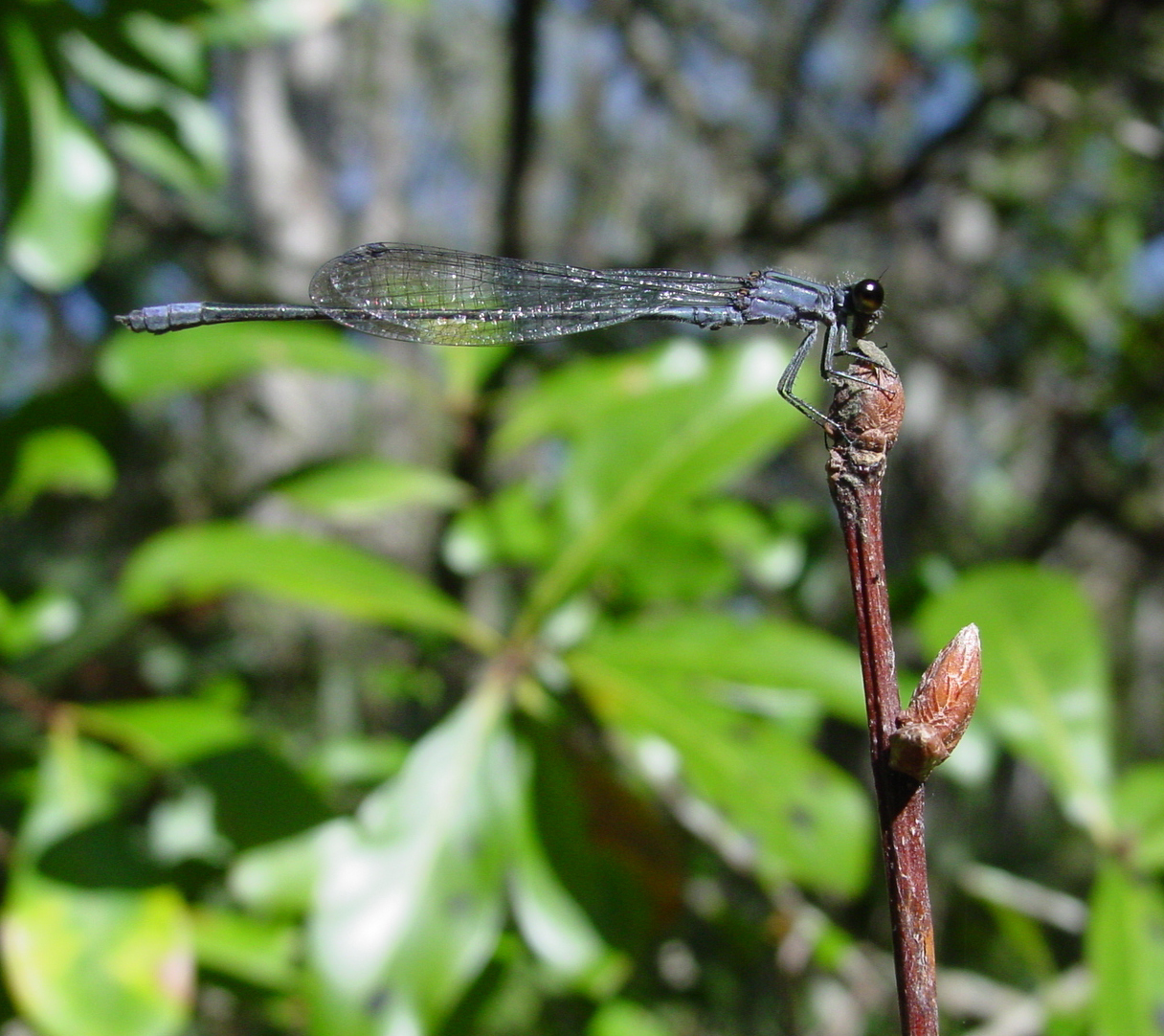